# Park Ki-jeong
Park Ki-jeong est né en 1934 à Yongjeong en Mandchourie, région qui était alors de culture coréenne. Il est considéré comme l'un des plus importants auteurs de manhwa.

## Biographie
Arrivé à Séoul après la libération, Park Ki-jeong étudie au lycée Kyeong Bok puis dans le département de littérature coréenne de l'université Kyeong Hee. Ces études littéraires lui permirent d'acquérir la structure solide et le sens dramaturgique qui caractérisent ses œuvres.
Il commence sa carrière d'auteur de bandes dessinées en 1956 dans le magazine Jungang Ilbo pour lequel il réalise une série en quatre cases : Gongsujae. Dans les années 60, Park Ki-jeong collabore à de nombreux journaux et rencontre un très vif succès grâce à son talent narratif mis au service de récits dramatiques. Ses principales œuvres La Chanson des étoiles, Challenger, La Bombe, Nuage blanc nuage noir ou Bras d'or reflètent toutes l'atmosphère de la Corée de l'époque entre un passé sinistre et la promesse d'un avenir plein d'espoir.
Dans les années 70 et 80, le récit dramatique initié par Park Ki-jeong connaît son apogée avec Lee Do-hu, Lee U-jeong et Lee Sang-mu qui étudièrent sous sa direction.